# Reguła pól

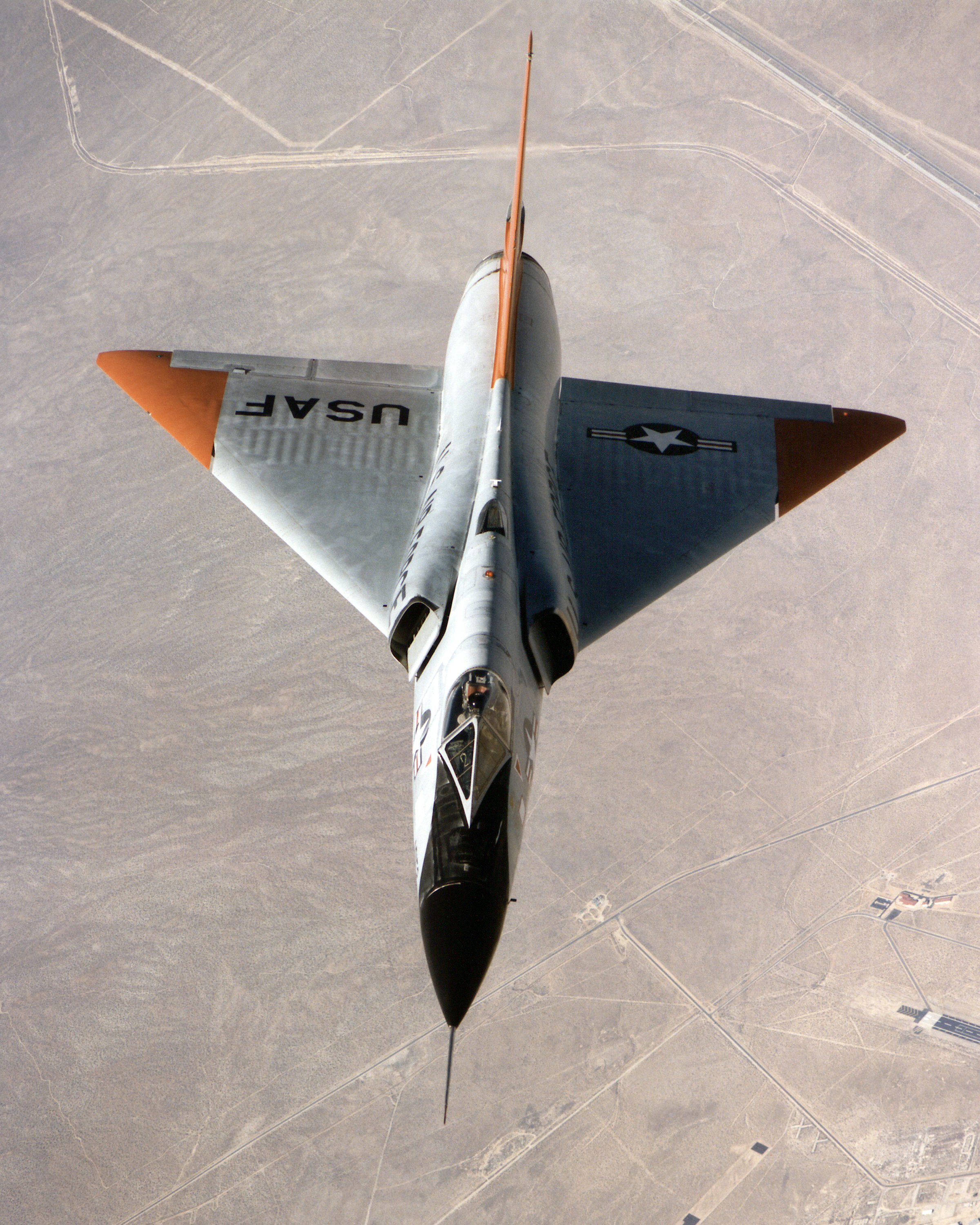
Widok z przodu samolotu F-106 z widocznym przewężeniem kadłuba

Reguła pól – zasada konstrukcji samolotów polegająca na takim ukształtowaniu bryły płatowca, aby pola jego przekrojów poprzecznych nie zmieniały się gwałtownie wzdłuż jego długości. Na skutek zachowania reguły pól, zmniejsza się opór falowy wywołany powstawaniem fal uderzeniowych. 
Zachowanie reguły pól pozwala na zmniejszenie oporów w locie z prędkościami okołodźwiękowymi.

## Historia
Po raz pierwszy reguła pól została odkryta przez niemiecki zespół zakładów Junkersa, w skład którego wchodzili Heinrich Hertel i Otto Frenzl, w latach 1943-1944. Nie znalazła jednak wówczas większego zastosowania. Niezależnie od nich, reguła pól została odkryta przez amerykańskiego inżyniera NACA Richarda Whitcomba w 1952, po czym została spopularyzowana w konstrukcjach lotniczych.
Reguła ta lub jej elementy stosowane były dość szeroko w konstrukcji odrzutowych samolotów bojowych od lat 50. XX wieku, osiągających prędkości rzędu 900-1300 km/h (ok. 0,8 - 1,2 Ma). Samoloty skonstruowane zgodnie z tą regułą z lat 50. i 60. charakteryzują się zwykle zwężeniem szerokości kadłuba na styku ze skrzydłami, w celu skompensowania pola przekroju skrzydeł przez mniejsze pole przekroju kadłuba. Pierwszym samolotem tak skonstruowanym był Grumman F11F Tiger z 1954. Przez modyfikację zgodnie z regułą pól uratowano również program rozwoju myśliwca F-102. Stosowane też jest miejscowe zmniejszenie wysokości kadłuba. 
W późniejszym okresie, dzięki bardziej starannemu projektowaniu kształtów samolotów, stosowanie reguły pól stało się mniej widoczne w ich konstrukcji. Z drugiej strony, w części nowych konstrukcji odstąpiono od reguły pól, z uwagi na małą przydatność przy prędkościach przekraczających 2 Ma.